# Associazione Sportiva Taranto 1957-1958
Questa pagina raccoglie le informazioni riguardanti l'Associazione Sportiva Taranto nelle competizioni ufficiali della stagione 1957-1958.

## Rosa
| N. |                   | Ruolo | Calciatore           |
| -- | ----------------- | ----- | -------------------- |
|    | Italia (bandiera) | C     | Ermanno Alloni       |
|    | Italia (bandiera) | D     | Giampiero Bartoli    |
|    | Italia (bandiera) | C     | Piero Biagini        |
|    | Italia (bandiera) | A     | Cosimo Bianchi       |
|    | Italia (bandiera) | C     | Mario Cafagna        |
|    | Italia (bandiera) | C     | Pietro Castignani    |
|    | Italia (bandiera) | P     | Romano Collovati     |
|    | Italia (bandiera) | A     | Amalio Ferrarese     |
|    | Italia (bandiera) | A     | Pietro Fiorindi      |
|    | Italia (bandiera) | C     | Antonio Giammarinaro |
|    | Italia (bandiera) | A     | Lamberto Giorgis     |

| N. |                   | Ruolo | Calciatore          |
| -- | ----------------- | ----- | ------------------- |
|    | Italia (bandiera) | C     | Mario Giunta        |
|    | Italia (bandiera) | C     | Mario Gobatto       |
|    | Italia (bandiera) | D     | Enrico Lusi         |
|    | Italia (bandiera) | P     | Cosimo Malacari     |
|    | Italia (bandiera) | D     | Giovanni Manzella   |
|    | Italia (bandiera) | D     | Giorgio Odling      |
|    | Italia (bandiera) | A     | Luciano Redegalli   |
|    | Italia (bandiera) | C     | Goffredo Stabellini |
|    | Italia (bandiera) | D     | Mirco Tagliamento   |
|    | Italia (bandiera) | A     | Giuseppe Zessar     |

## Risultati

### Campionato

#### Girone di andata
| 15 settembre 1957 1ª giornata | Taranto | 1 – 0 | Catania |  |

| 22 settembre 1957 2ª giornata | Novara | 0 – 1 | Taranto |  |

| 29 settembre 1957 3ª giornata | Taranto | 0 – 0 | Venezia |  |

| 6 ottobre 1957 4ª giornata | Bari | 2 – 1 | Taranto |  |

| 13 ottobre 1957 5ª giornata | Taranto | 2 – 0 | Brescia |  |

| 20 ottobre 1957 6ª giornata | Cagliari | 0 – 0 | Taranto |  |

| 27 ottobre 1957 7ª giornata | Taranto | 3 – 1 | Simmenthal-Monza |  |

| 8 ottobre 1978 8ª giornata | Como | 1 – 0 | Taranto |  |

| 10 novembre 1957 9ª giornata | Lecco | 2 – 0 | Taranto |  |

| 17 novembre 1957 10ª giornata | Taranto | 1 – 0 | Sambenedettese |  |

| 24 novembre 1957 11ª giornata | Triestina | 3 – 0 | Taranto |  |

| 8 dicembre 1957 12ª giornata | Taranto | 0 – 1 | Marzotto Valdagno |  |

| 15 dicembre 1957 13ª giornata | Zenit Modena | 1 – 0 | Taranto |  |

| 29 dicembre 1957 14ª giornata | Taranto | 2 – 1 | Prato |  |

| 5 gennaio 1958 15ª giornata | Messina | 0 – 0 | Taranto |  |

| 12 gennaio 1958 16ª giornata | Parma | 1 – 0 | Taranto |  |

| 21 dicembre 1986 17ª giornata | Taranto | 1 – 1 | Palermo |  |

#### Girone di ritorno
| 26 gennaio 1958 18ª giornata | Catania | 2 – 0 | Taranto |  |

| 2 febbraio 1958 19ª giornata | Taranto | 2 – 0 | Novara |  |

| 9 febbraio 1958 20ª giornata | Venezia | 2 – 0 | Taranto |  |

| 16 febbraio 1958 21ª giornata | Taranto | 1 – 1 | Bari |  |

| 23 febbraio 1958 22ª giornata | Brescia | 0 – 1 | Taranto |  |

| 2 marzo 1958 23ª giornata | Taranto | 0 – 0 | Cagliari |  |

| 9 marzo 1958 24ª giornata | Simmenthal-Monza | 1 – 1 | Taranto |  |

| 16 marzo 1958 25ª giornata | Taranto | 0 – 0 | Como |  |

| 30 marzo 1958 26ª giornata | Taranto | 1 – 1 | Lecco |  |

| 6 aprile 1958 27ª giornata | Sambenedettese | 1 – 0 | Taranto |  |

| 13 aprile 1958 28ª giornata | Taranto | 0 – 1 | Triestina |  |

| 20 aprile 1958 29ª giornata | Marzotto Valdagno | 2 – 1 | Taranto |  |

| 27 aprile 1958 30ª giornata | Taranto | 3 – 2 | Zenit Modena |  |

| 4 maggio 1958 31ª giornata | Prato | 0 – 0 | Taranto |  |

| 11 maggio 1958 32ª giornata | Taranto | 1 – 2 | Messina |  |

| 18 maggio 1958 33ª giornata | Taranto | 2 – 0 | Parma |  |

| 25 maggio 1958 34ª giornata | Palermo | 2 – 0 | Taranto |  |

## Statistiche

### Statistiche di squadra
| Competizione | Punti | In casa | In casa | In casa | In casa | In casa | In casa | In trasferta | In trasferta | In trasferta | In trasferta | In trasferta | In trasferta | Totale | Totale | Totale | Totale | Totale | Totale | DR |
| Competizione | Punti | G       | V       | N       | P       | Gf      | Gs      | G            | V            | N            | P            | Gf           | Gs           | G      | V      | N      | P      | Gf     | Gs     | DR |
| ------------ | ----- | ------- | ------- | ------- | ------- | ------- | ------- | ------------ | ------------ | ------------ | ------------ | ------------ | ------------ | ------ | ------ | ------ | ------ | ------ | ------ | -- |
| Serie B      | 30    | 17      | 8       | 6       | 3       | 20      | 11      | 17           | 2            | 4            | 11           | 5            | 20           | 34     | 10     | 10     | 14     | 25     | 31     | -6 |

### Statistiche dei giocatori
| Giocatore       | Serie B  | Serie B |
| Giocatore       | Presenze | Reti    |
| --------------- | -------- | ------- |
| E. Alloni       | 26       | 0       |
| G. Bartoli      | 33       | 0       |
| P. Biagini      | 16       | 1       |
| C. Bianchi      | 8        | 0       |
| M. Cafagna      | 2        | 0       |
| P. Castignani   | 6        | 0       |
| R. Collovati    | 18       | -16     |
| A. Ferrarese    | 28       | 2       |
| P. Fiorindi     | 30       | 5       |
| A. Giammarinaro | 25       | 8       |
| L. Giorgis      | 32       | 1       |
| M. Giunta       | 2        | 0       |
| M. Gobatto      | 3        | 0       |
| E. Luzi         | 1        | 0       |
| C. Malacari     | 16       | -15     |
| G. Manzella     | 32       | 0       |
| G. Odling       | 34       | 0       |
| L. Redegalli    | 27       | 6       |
| G. Stabellini   | 23       | 0       |
| M. Tagliamento  | 6        | 1       |
| G. Zessar       | 6        | 1       |